# Barbarosia
Barbarosia is een geslacht van wantsen uit de familie van de Miridae (Blindwantsen). Het geslacht werd voor het eerst wetenschappelijk beschreven door Kiyak in 1995.

## Soorten
Het genus bevat de volgende soorten:

- Barbarosia decalvata (Seidenstücker, 1962)
- Barbarosia punctulata (Reuter, 1901)